# Oryctes erebus
Oryctes erebus är en skalbaggsart som beskrevs av Hermann Burmeister 1847. Oryctes erebus ingår i släktet Oryctes och familjen Dynastidae. Utöver nominatformen finns också underarten O. e. stolzi.